# Isaac de Souza Filho
Isaac Nascimento de Souza Filho (Rio de Janeiro, 23 giugno 1999) è un tuffatore brasiliano.

## Biografia
Ai campionati mondiali di nuoto di Gwangju 2019 è giunto tredicesimo nel concorso della piattaforma 10 metri e, al fianco del connazionale Kawan Figueredo Pereira, dodicesimo nel sincro 10 metri.
Alla Coppa del mondo di tuffi di Tokyo 2021 ha ottenuto la qualificazione ai Giochi olimpici organizzati dal Paese nipponico, grazie al raggiungimento della semifinale della piattaforma 10 metri.

## Palmarès
| Anno | Manifestazione           | Sede     | Evento           | Risultato | Prestazione | Note  |
| ---- | ------------------------ | -------- | ---------------- | --------- | ----------- | ----- |
| 2015 | Mondiali                 | Kazan'   | Piattaforma 10m  | 36º Q     | 352,25 p.   |       |
| 2015 | Mondiali                 | Kazan'   | Sincro 10m       | 19º Q     | 335,91 p.   |       |
| 2017 | Mondiali                 | Budapest | Piattaforma 10m  | 29º Q     | 348,90 p.   |       |
| 2019 | Mondiali                 | Gwangju  | Piattaforma 10m  | 13º SF    | 404,50 p.   |       |
| 2019 | Mondiali                 | Gwangju  | Sincro 10m       | 12º       | 348,78 p.   |       |
| 2019 | Mondiali                 | Gwangju  | Sincro 10m misti | 8º        | 239,46 p.   |       |
| 2019 | Mondiali                 | Gwangju  | Squadra mista    | 15º       | 287,10 p.   |       |
| 2019 | Giochi panamercani       | Lima     | Piattaforma 10m  | 8º        | 406,45 p.   |       |
| 2019 | Giochi panamercani       | Lima     | Sincro 10m       | Bronzo    | 375,81 p.   |       |
| 2019 | Giochi mondiali militari | Wuhan    | Trampolino 1 m   | 6º        | 352,50 p.   | [ 2 ] |
| 2019 | Giochi mondiali militari | Wuhan    | Trampolino 3 m   | 8º        | 336,75 p.   | [ 2 ] |
| 2019 | Giochi mondiali militari | Wuhan    | Piattaforma 10 m | 10º       | 325,25 p.   | [ 2 ] |
| 2019 | Giochi mondiali militari | Wuhan    | Sincro 3 m       | 6º        | 330,33 p.   | [ 2 ] |
| 2019 | Giochi mondiali militari | Wuhan    | Sincro 10 m      | 5º        | 299,10 p.   | [ 2 ] |
| 2019 | Giochi mondiali militari | Wuhan    | Squadra mista    | Bronzo    | 2531,48 p.  | [ 2 ] |
| 2021 | Coppa del Mondo          | Tokyo    | Piattaforma 10 m | 18º SF    | 327,45 p.   |       |
| 2021 | Coppa del Mondo          | Tokyo    | Sincro 10 m      | 13º P     | 329,16 p.   |       |
| 2021 | Giochi olimpici          | Tokyo    | Piattaforma 10 m | 20º P     | 339,30 p.   |       |
| 2022 | Mondiali                 | Budapest | Sincro 10 m      | 9º        | 329,79 p.   |       |